# Rick Goodman
Rick Goodman (sinh ngày 28 tháng 10 năm 1955) là nhà phát triển game và là người sáng lập kiêm chủ sở hữu hãng Stainless Steel Studios hiện nay không còn tồn tại. Ông được biết đến với các tựa game chiến lược thời gian thực (RTS) do ông thiết kế, chẳng hạn như Age of Empires và Empire Earth.

## Sự nghiệp
Năm 1995, Goodman đồng sáng lập hãng Ensemble Studios cùng với người em trai Tony Goodman và John Boog-Scott. Dự án đầu tiên của họ là Age of Empires (AoE) mà Goodman đảm nhiệm vai trò Trưởng bộ phận thiết kế. Sau khi được game phát hành, ngay lập tức nó đã tạo thành một cơn chấn động lớn trong ngành công nghiệp game và Goodman trở thành một trong những nhà phát triển game được công nhận nhất trên thế giới. Vì sự thành công của trò chơi, một số người nói rằng trong AoE, Goodman đã phát minh ra kiểu "giao diện game được công nhận nhiều nhất dành cho các trò RTS", bởi vì rất nhiều tựa game tương tự về sau đều bắt đầu sử dụng giao diện game AoE như: bản đồ nhỏ, kiểm soát các đơn vị và công trình, tên phe phái của bạn và thời kỳ mà bạn đang ở nằm trên đỉnh màn hình và một số khác.
Sau sự thành công lẫy lừng của Age of Empires, Goodman đã rời bỏ Ensemble cùng với Dara-Lynn Pelechatz để thành lập studio riêng của mình mang tên Stainless Steel Studios vào năm 1998.  Pelechatz nói với GameSpy rằng Goodman đã không thể quyết định được cái tên cho studio của mình, do đó ông đã mở một cuốn catalog với kế hoạch đặt tên studio dựa theo tên món đồ bắt gặp đầu tiên.
Năm 2001, Stainless Steel Studios dưới sự quản lý của Goodman đã tạo ra tựa game đầu tiên của hãng là Empire Earth. Game được Sierra Entertainment phát hành, cung cấp nhiều tính năng mới, bao gồm kiểu đồ họa 3D cùng tính năng phóng to thu nhỏ đầy ấn tượng và mốc thời gian bao trùm 500,000 năm lịch sử nhân loại từ thời tiền sử đến thế kỷ 22. Trò chơi đã đoạt Lưu trữ ngày 6 tháng 9 năm 2004 tại Wayback Machine giải thưởng "Game hay nhất năm 2001"của GameSpy. Theo một số cho biết thì Empire Earth là những gì mà Goodman muốn Age of Empires như vậy. PC Gamer cho biết trong một bài viết về Empire Earth rằng họ cảm thấy như đó là phiên bản gộp Gold Edition của toàn bộ loạt game AoE (đó là tất cả các phiên bản AoE bao gồm các phiên bản trong tương lai như AoE IV và V).
Goodman đã sớm có rạn nứt với Sierra và bắt tay vào làm một tựa game mới là Empires: Dawn of the Modern World. Trò chơi rất giống với những sản phẩm thành công trước đây của Goodman, trừ việc game chỉ bao trùm toàn bộ lịch sử nhân loại  có một thiên niên kỷ từ năm 950 tới 1950, được cho là những năm quan trọng nhất trong lịch sử nhân loại.  Trò chơi được Activision phát hành vào năm 2003. Trớ trêu thay, mặc dù không có nhiều lời nhận xét gay gắt và game nhận được lời đánh giá tích cực trên các trang web đánh giá cao hơn so với Empire Earth.
Sau Empires, Goodman còn giúp đỡ trong việc tạo ra một tựa game khác là Immortal Cities: Children of the Nile do hãng Myelin Media phát hành ở Mỹ và SEGA ở châu Âu. Game chính thức phát hành lần đầu tiên vào tháng 11 năm 2004. 
Tựa game cuối cùng của Goodman là trò chơi chiến lược thời gian thực Rise and Fall: Civilizations at War được phát hành và phát triển một phần bởi Midway Games, và được phát hành chính thức vào ngày 12 tháng 7 năm 2006.
Ngoài ra, ông còn là thành viên hội đồng quản trị của 8D World với mục đích xây dựng một thế giới ảo để giúp đỡ trẻ em Trung Quốc học tiếng Anh.

## Stainless Steel Studios sụp đổ
Tuy nhiên, vào cuối tháng 11 năm 2005, chỉ một tuần trước khi phát hành game, Stainless Steel Studios đột ngột đóng cửa và sa thải tất cả nhân viên. Theo một cuộc phỏng vấn, Goodman đổ lỗi cho việc đóng cửa công ty của ông là do Midway gây nên. Cũng trong cuộc phỏng vấn đó, lấy từ đoạn trích dẫn chi tiết của người sáng lập studio Rick Goodman cho biết đó là lỗi của nhà phát hành Rise & Fall, Midway Games đã mất khả năng thanh toán tài chính cho quá trình phát triển của trò chơi. Ông tường thuật lại với GameStar rằng sau khi tựa game chiến lược trên máy tính đã bị đẩy tiến độ từ tháng 10 năm 2005 đến đầu năm 2006, Midway liên tục cắt giảm kinh phí cho Stainless Steel Studios khiến hãng phải lần lượt sa thải nhân viên của mình do thiếu kinh phí trầm trọng dẫn đến phá sản. Midway đã tuyên bố trong một bản tin rằng họ sẽ tiếp tục phát triển tựa game và chính thức phát hành vào tháng 6 năm 2006.

## Sản phẩm
Rick Goodman đã thực hiện một phần trong việc phát triển nhiều tựa game. 
| Năm phát hành | Tựa game                              | Phát triển                | Phát hành                        |
| ------------- | ------------------------------------- | ------------------------- | -------------------------------- |
| 1997          | Age of Empires                        | Ensemble Studios          | Microsoft Game Studios           |
| 1998          | Age of Empires: The Rise of Rome      | Ensemble Studios          | Microsoft Game Studios           |
| 2001          | Empire Earth                          | Stainless Steel Studios   | Sierra Entertainment             |
| 2003          | Empires: Dawn of the Modern World     | Stainless Steel Studios   | Activision                       |
| 2004          | Immortal Cities: Children of the Nile | Tilted Mill Entertainment | Myelin Media (Mỹ) SEGA (Châu Âu) |
| 2006          | Rise and Fall: Civilizations at War   | Stainless Steel Studios   | Midway Games                     |
| 2006          | Caesar IV                             | Tilted Mill Entertainment | Sierra Entertainment             |

## Ngoài lề
Rick Goodman được một số người gọi là "Ngài Grinch".